# Дін Касвелл
Дін Касвелл (нар. 24 липня 1922 — пом. 21 вересня 2022) — ас Корпусу морської піхоти США під час Другої світової війни. У війні здобув сім перемог. У 1968 році звільнився з військової служби у званні полковника. Він став останнім живим асом морської піхоти Другої світової війни.

## Раннє життя
Касвелл народився 24 липня 1922 року в Беннінгу, Каліфорнія. Того року родина переїхала до Единбурга, штат Техас. Він приєднався до бойскаутів, де отримав нагрудний знак за авіаційні заслуги за створення моделі літака. Він ріс під час Великої депресії, тому йому довелося працювати на низці робіт на ранчо. Він навчався в Единбурзькому молодшому коледжі, у вересні 1942 року приєднався до Корпусу морської піхоти США.

## Військова кар'єра
У вересні 1942 року Касвелл зарахували до Програми авіаційних курсантів ВМС США, він отримав звання молодшого лейтенанта Корпусу морської піхоти США, 16 грудня 1943 року він отримав золоті крила на військово-морській базі Пенсакола.

### Друга світова війна

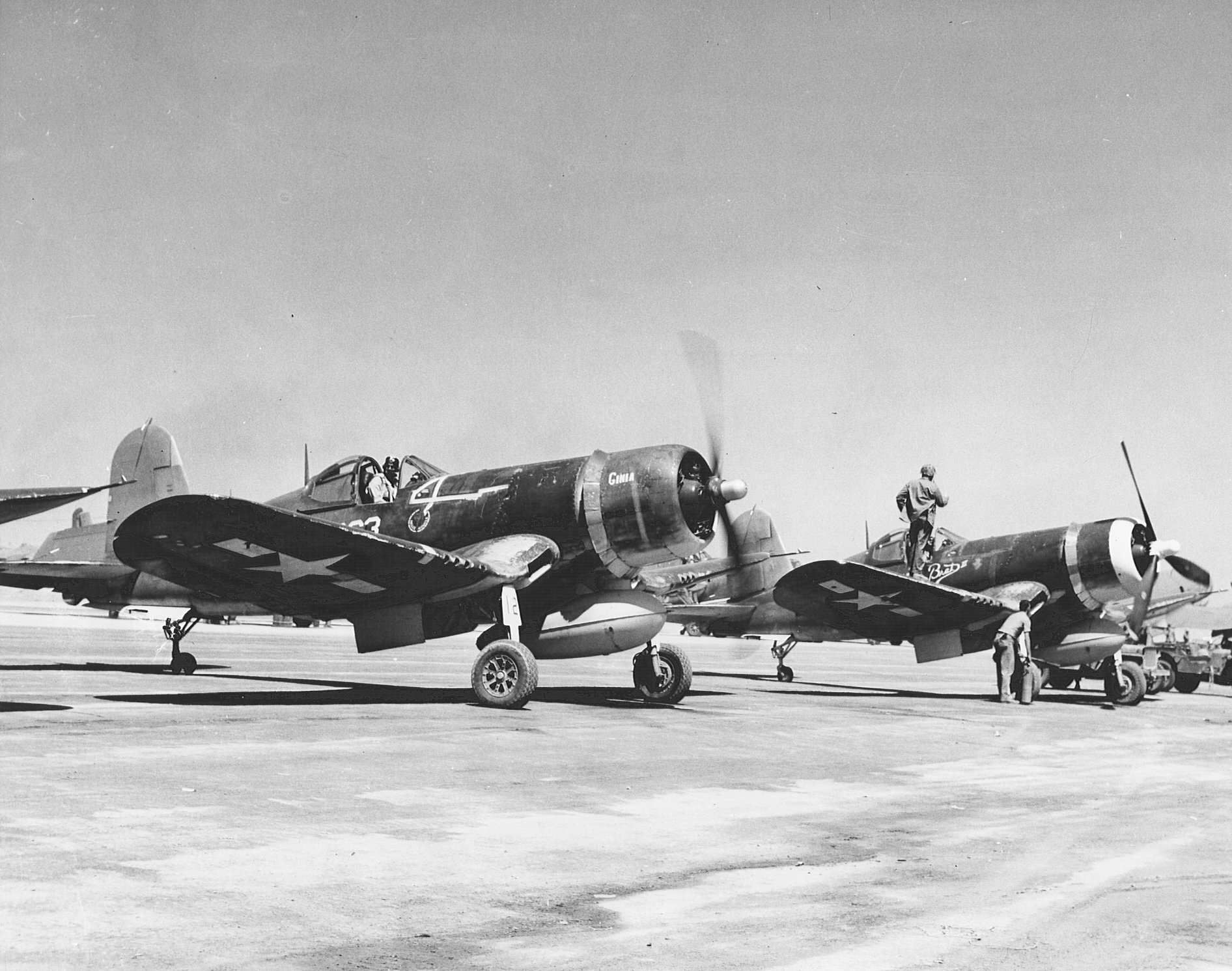
Корпус морської піхоти США F4U Corsair під час Другої світової війни

У квітні 1944 року, після завершення додаткового навчання, Касвелла призначили на VMF-221, який був оснащений Vought F4U Corsair, у Санта-Барбарі, штат Каліфорнія, перед тим, як його розгорнули на борту авіаносця USS Bunker Hill (CV-17) у Тихому океані у січні 1945 року. Касвелл з підрозділом брав участь у повітряних атаках на материкову частину Японії. 18 березня він здобув свої перші повітряні перемоги, збивши три A6M Zero під час атаки на аеродром у префектурі Міядзакі.
12 квітня 1945 року під час битви за Окінаву Касвелл здобув свою четверту перемогу в повітрі, збивши Zero над Кікаідзімою. Його найуспішніший день наступив 28 квітня, коли під час бойового повітряного патрулювання у 150 милях на північ від Окінави він збив Kawasaki Ki-61, і його політ направили до строю з 25 Zero, які прямували до оперативної групи 58 й Окінави. Під час наступної битви у повітрі Касвеллу приписують знищення восьми Zero, він сам збив два з них і, ймовірно, знищив ще один. За проявлений героїзм у повітряному бою його нагородили Срібною Зіркою та він отримав звання повітряного аса.
Два японських літаки-камікадзе 11 травня завдали удару по Банкер-Гілл і серйозно пошкодили його, в результаті чого загинуло 393 моряки та льотчика, зокрема 41 зник безвісті, 264 отримали поранення. Касвелл пережив атаку, він разом з іншими вцілілими пілотами допомагав пожежникам у боротьбі з вогнем на Банкер-Гілл.
Під час війни Касвеллу приписують знищення семи ворожих літаків у повітряному бою, плюс один ймовірне знищення. Після повернення до США Касвелла призначили пілотом F4U з VMF-451 на базі El Centro в Каліфорнії з червня 1945 року до того, як він залишив службу у листопаді 1945 року.

### Холодна війна

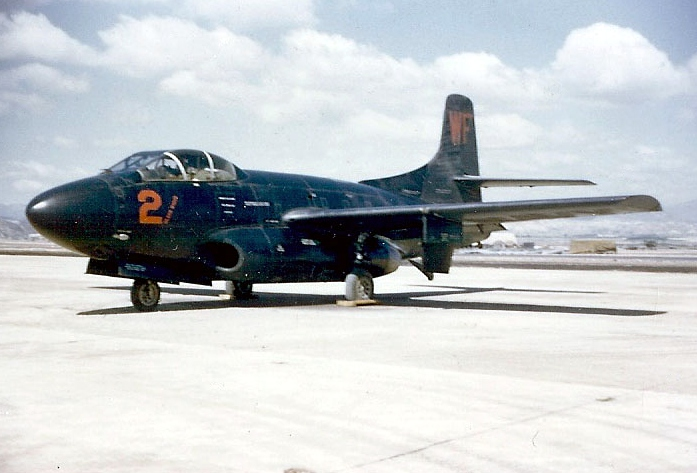
F3D Skyknight з VMF(N)-513 у Кореї, 1952

Після закінчення Другої світової війни Касвелл служив у різних авіаційних частинах Корпусу морської піхоти та відвідував додаткову льотну підготовку з січня 1946 року до квітня 1951 року.
Під час Корейської війни його призначили на VMF(N)-513 як пілота F3D Skyknight. Перебуваючи на авіабазі Пусан Вест (K-1) у Південній Кореї, він виконував нічні місії супроводу винищувачів B-29 Superfortresses Повітряних сил США, які атакували військові та промислові цілі в Північній Кореї, захищаючи їх від комуністичних МіГ-15. Він виконував місії з червня до жовтня 1952 року, його перевели на VMC-1 у Південній Кореї з жовтня 1952 до лютого 1953 року. Він повернувся до США у грудні 1953 року, його призначили на базу El Toro.
Протягом наступних 15 років Касвелл обіймав різні командні та штабні посади, зокрема на авіабазі Beaufort, де він служив командиром MACS-6 з січня до грудня 1964 року. Його остання посада — командир штабу та обслуговуючого батальйону у Вербувальному пункті Корпусу морської піхоти на острові Перріс з квітня 1966 року до його відставки з Корпусу морської піхоти 31 грудня 1968 року.

## Подальше життя

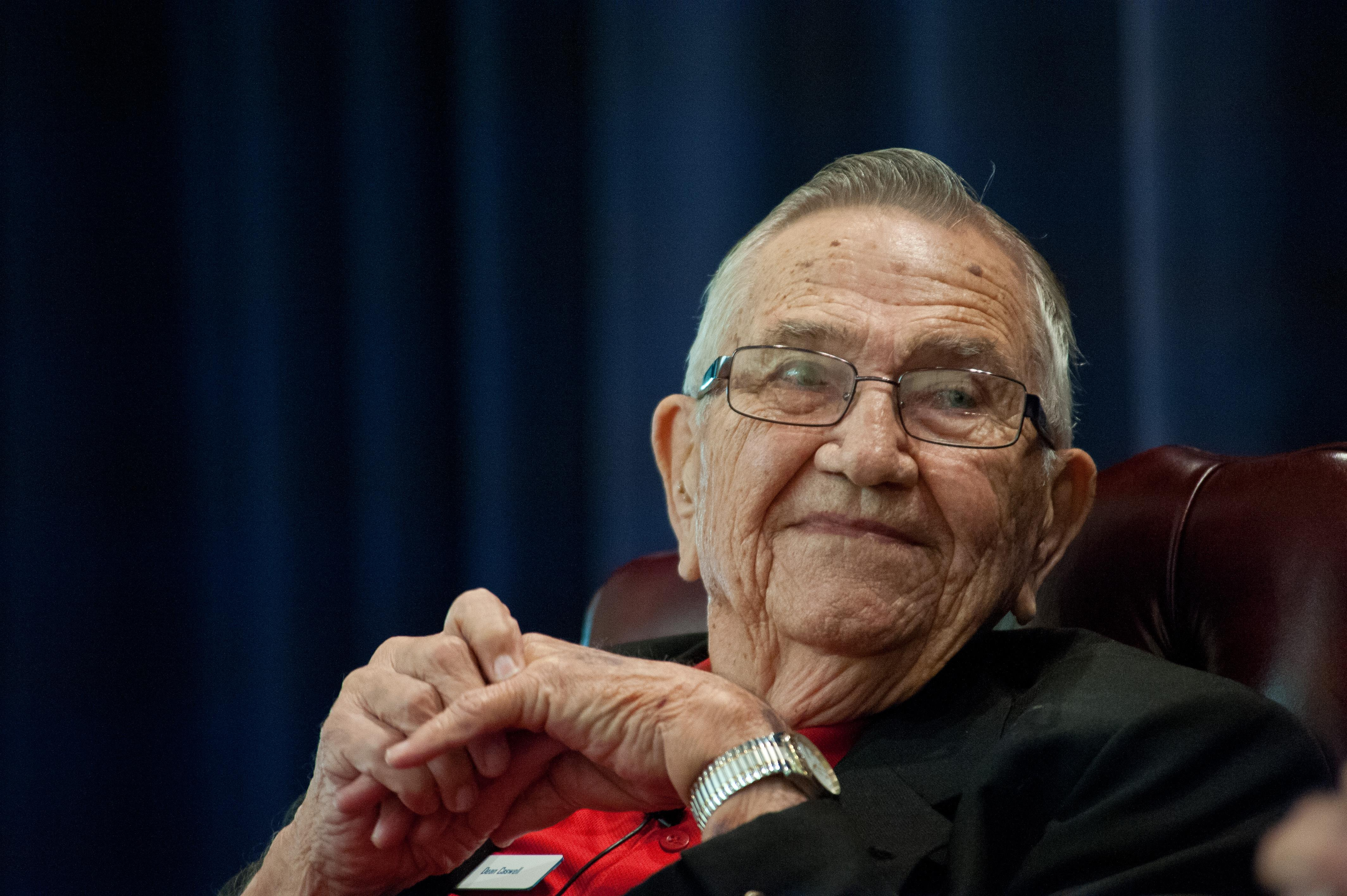
Дін Касвелл на Gathering of Eagles, 2016

Касвелл був двічі одружений і мав семеро дітей. Після звільнення з дійсної служби в 1968 році він проживав в Остіні, Техас.
Касвелл помер удома 21 вересня 2022 року у віці 100 років.

## Нагороди та відзнаки
|                                               |                                         |                                         |
| Gold star                                     |                                         |                                         |
| Gold star · Gold star · Gold star · Gold star |                                         |                                         |
|                                               | Bronze star · Bronze star · Bronze star |                                         |
|                                               | Bronze star                             | Bronze star · Bronze star · Bronze star |
|                                               |                                         |                                         |

| Знак військово-морського льотчика                                        |                                                                          |                                                                          |                                                                          |                                                                                                   |                                                                                                   |                                                                                                   |                                                                                                   |                                                                                   |                                                                                   |                                                                                   |                                                                                   |
| Срібна зірка                                                             | Срібна зірка                                                             | Срібна зірка                                                             | Срібна зірка                                                             | Срібна зірка                                                                                      | Срібна зірка                                                                                      | Хрест льотних заслуг з золотою зіркою повторного нагородження 5⁄16                                | Хрест льотних заслуг з золотою зіркою повторного нагородження 5⁄16                                | Хрест льотних заслуг з золотою зіркою повторного нагородження 5⁄16                | Хрест льотних заслуг з золотою зіркою повторного нагородження 5⁄16                | Хрест льотних заслуг з золотою зіркою повторного нагородження 5⁄16                | Хрест льотних заслуг з золотою зіркою повторного нагородження 5⁄16                |
| Повітряна медаль з чотирма золотими зірками повторного нагородження 5⁄16 | Повітряна медаль з чотирма золотими зірками повторного нагородження 5⁄16 | Повітряна медаль з чотирма золотими зірками повторного нагородження 5⁄16 | Повітряна медаль з чотирма золотими зірками повторного нагородження 5⁄16 | Президентська відзнака частині                                                                    | Президентська відзнака частині                                                                    | Президентська відзнака частині                                                                    | Президентська відзнака частині                                                                    | Подяка частині ВМС                                                                | Подяка частині ВМС                                                                | Подяка частині ВМС                                                                | Подяка частині ВМС                                                                |
| Медаль «За американську кампанію»                                        | Медаль «За американську кампанію»                                        | Медаль «За американську кампанію»                                        | Медаль «За американську кампанію»                                        | Медаль Азіатсько-Тихоокеанської кампанії з трьома бронзовими зірками повторного нагородження 3⁄16 | Медаль Азіатсько-Тихоокеанської кампанії з трьома бронзовими зірками повторного нагородження 3⁄16 | Медаль Азіатсько-Тихоокеанської кампанії з трьома бронзовими зірками повторного нагородження 3⁄16 | Медаль Азіатсько-Тихоокеанської кампанії з трьома бронзовими зірками повторного нагородження 3⁄16 | Медаль Перемоги у Другій світовій війні                                           | Медаль Перемоги у Другій світовій війні                                           | Медаль Перемоги у Другій світовій війні                                           | Медаль Перемоги у Другій світовій війні                                           |
| Медаль «За окупаційну службу» із застібкою «Японія».                     | Медаль «За окупаційну службу» із застібкою «Японія».                     | Медаль «За окупаційну службу» із застібкою «Японія».                     | Медаль «За окупаційну службу» із застібкою «Японія».                     | Медаль за службу національній обороні з повторною бронзовою зіркою 3⁄16                           | Медаль за службу національній обороні з повторною бронзовою зіркою 3⁄16                           | Медаль за службу національній обороні з повторною бронзовою зіркою 3⁄16                           | Медаль за службу національній обороні з повторною бронзовою зіркою 3⁄16                           | Медаль за службу в Кореї з трьома бронзовими зірками повторного нагородження 3⁄16 | Медаль за службу в Кореї з трьома бронзовими зірками повторного нагородження 3⁄16 | Медаль за службу в Кореї з трьома бронзовими зірками повторного нагородження 3⁄16 | Медаль за службу в Кореї з трьома бронзовими зірками повторного нагородження 3⁄16 |
| Подяка президента Республіки Корея                                       | Подяка президента Республіки Корея                                       | Подяка президента Республіки Корея                                       | Подяка президента Республіки Корея                                       | Медаль «За службу ООН в Кореї»                                                                    | Медаль «За службу ООН в Кореї»                                                                    | Медаль «За службу ООН в Кореї»                                                                    | Медаль «За службу ООН в Кореї»                                                                    | Медаль «За службу на Корейській війні»                                            | Медаль «За службу на Корейській війні»                                            | Медаль «За службу на Корейській війні»                                            | Медаль «За службу на Корейській війні»                                            |

### Срібна зірка
Президент Сполучених Штатів Америки із задоволенням вручає Срібну Зірку старшому лейтенанту Діну Касвеллу, резервісту Корпусу морської піхоти США, за явну відвагу та безстрашність як члена польоту шести літаків винищувачів морської бойової ескадрильї ДВІСТІ ДВАДЦЯТЬ ОДИН (VMF-221), прикріплений до USS BUNKER HILL (CV-17), у бою проти ворожих японських сил під час бойового повітряного патрулювання поблизу Окінави, острови Рюкю, 28 квітня 1945 року. Коли його політ перехопив формування з приблизно тридцяти японських винищувачів, які наближалися до Окінави для атаки на кораблі та наземні об'єкти, другий лейтенант Касвелл вміло відбив атаку проти значно панівних сил і зміг збити три ворожі літаки та, ймовірно, знищити ще один. Завдяки своєму агресивному бойовому духу та вправній пілотній майстерності він зробив значний внесок у видатний результат свого польоту, знищивши одного противника та розгромивши решту, тим самим захищаючи наші кораблі та наземні об'єкти. Його поведінка відповідала найвищим традиціям військово-морської служби США.